# Zschaitz-Ottewig
Zschaitz-Ottewig è una frazione del comune di Jahnatal in Sassonia, in Germania.
Già comune autonomo, a partire dal 1º gennaio 2023 fa parte del comune di Jahnatal costituito tramite la fusione di Ostrau e Zschaitz-Ottewig.